# Гусевское городское поселение (Рязанская область)
Гусевское городское поселение — муниципальное образование (городское поселение) в Касимовском районе Рязанской области.
Административный центр — посёлок городского типа Гусь-Железный.

## История
Гусевское городское поселение образовано в 2006 году путём реорганизации администрации пгт Гусь-Железный и присоединения к ней Чаурского сельского округа .

## Население
| 2010  | 2012  | 2013  | 2014  | 2015  | 2016  | 2017  |
| ----- | ----- | ----- | ----- | ----- | ----- | ----- |
| 2255  | ↘2198 | ↘2156 | ↘2109 | ↘2040 | ↘1983 | ↘1941 |
| 2018  | 2019  | 2020  | 2021  | 2023  |       |       |
| ↘1893 | ↘1864 | ↗1866 | ↗2004 | ↘1944 |       |       |

## Состав поселения
| № | Населённый пункт | Тип населённого пункта                          | Население |
| - | ---------------- | ----------------------------------------------- | --------- |
| 1 | Гусь-Железный    | посёлок городского типа, административный центр | ↘1841     |
| 2 | Красная Нива     | посёлок                                         | →0        |
| 3 | Лався            | село                                            | ↘29       |
| 4 | Чаур             | деревня                                         | ↘60       |
| 5 | Чуликса          | деревня                                         | ↘14       |

## Местное самоуправление
Главы сельского поселения
- Химушина Елена Александровна

Администрация сельского поселения
Адрес: 391320. Рязанская область, Касимовский район, п. Гусь-Железный ул. Набережная д. 3